# Phytomyza affinalis
Phytomyza affinalis är en tvåvingeart som beskrevs av Frost 1924. Phytomyza affinalis ingår i släktet Phytomyza och familjen minerarflugor.
Artens utbredningsområde är Saskatchewan. Inga underarter finns listade i Catalogue of Life.